# Gregorius II
Gregorius II, eller Gregorius den yngre, född i Rom, död 11 februari 731, var påve från den 19 maj 715 till sin död sexton år senare, den 11 februari 731. Helgon med minnesdag 11 februari. Catholic Encyclopedia skriver att Gregorius kanske var den störste av alla stora påvar under 700-talet.

## Biografi
Gregorius var romare och son till Marcellus och Honesta, inskrevs i unga år vid schola cantorum, och utsågs av Sergius I till subdiakon och sacellarius. I och med det senare fick han ansvar för Vatikanens bibliotek, och är den förste bibliotekarien där som är känd till namnet. När Constantinus blev påve hade han blivit diakon, och fick medfölja denne till Konstantinopel för att diskutera bildfrågan. Han valdes till påve 715. Det första han företog sig som påve var att återställa Roms stadsmurar som langobarderna hade förstört.
Han upptog utan att vända sig mot bysantinska kejsardömet även striden mot Leo III Isaurierns bildstormande politik och trotsade framgångsrikt kejsarhovets alla försök att störta honom samt vägrade betala en skattepålaga till kejsaren. I sin gensaga till kejsaren förklarade Gregorius att statsöverhuvudet inte hade befogenhet att befalla i trossaker. För att träffa ännu kännbarare förbjöd Gregorius också all skattebetalning till Konstantinopel inom sin kyrkoprovins. År 730 utfärdade Leo ett skärpt bildförbud, avsatte den dåvarande motspänstige patriarken och tillsatte en fogligare. Gregorius uttalade sitt missnöje, men fick inte själv uppleva slutet på stridigheterna. Den bysantinske ståthållaren fördrevs från Rom och påven övertog hans befogenheter.
I mellersta och norra Europa åtnjöt Gregorius det största anseende. Han trädde i förbindelse med Bonifatius, vigde honom till biskop 722 och gjorde honom till en kyrklig organisatör i påvestolens tjänst. Stort var också hans intresse för klosterväsendet; särskilt gynnade han benediktinerna. 
Bortsett från hotet från langobarderna, höll Medelhavet på att tas över av saracenerna och muslimerna. Gregorius var väl medveten om att de kunde försöka inta Rom, och manade frankerna till att hejda deras framfart. Med langobarderna lyckades Gregorius få deras ledare att anta en författning, men de ingick senare allians med exarken av Ravenna mot honom. Gregorius personliga band till langobardernas kung Liutprand lyckades dock bryta alliansen, och Gregorius slog ner upproret i Ravenna med sina trupper.
Liutprand betraktade Gregorius som en självständig landsherre och kyrkostaten började utveckla sig. Den påvliga politiken hade gjort ett betydande framstag under Gregorius II. Tydligen samlade sig nu Västerlandet, närmast den västerländska kyrkan, ånyo kring Rom.
Gregorius är begraven i Peterskyrkan i Rom.